# Ourasphaira giraldae
Ourasphaira giraldae — викопний вид грибів, що існував на межі мезопротерозойського та неопротерозойського періодів (1013–892 млн років тому). Описаний у 2019 році.

## Рештки
Структуру, що нагадує грибки виявлено в Північній Канаді. Зразки породи дослідила препаратор-палинолог Марселла Жиральдо у Льєжському університеті (Бельгія). Згодом на честь неї і назвали новий таксон. В породі вона виявила понад десяток різних форм викопних одноклітинних водоростей та акрітархів.

## Опис
Відбитки O. giraldae мають вигляд клітинних утворень з подвійною стінкою, які складаються в довгі нитки, що розділені щільними септами і мають поодинокі Т-подібні розгалуження. На кінцях ниток були округлі утворення, що нагадують спори. Ці ознаки притаманні не тільки грибам, але і деяким нитчатим водоростям. Ще одна властивість, що характерна для грибів - мікроструктура оболонки кінцевих здуттів, що має вигляд,який характерний для переплетених мікрофібрил в спорах грибів. Крім того, найковцям вдалося з'ясувати молекулярний склад викопних решток за допомогою Фур'є-інфрачервоної мікроспектроскопії. В структурах виявлено сліди присутності хітину або його похідного хітозану. Хітин - це обов'язковий компонент грибної оболонки, у водоростей його бути не може. Таким чином, і морфологія, і мікроструктура оболонок, і хімічний склад доводять, що Ourasphaira giraldae є представником грибів.

## Палеоекологія
Наземний вид. Грибок освоїв сушу задовго до появи наземних рослин.